# Wilhelmine Schröder-Devrient
Wilhelmine Schröder-Devrient (Hamburgo, 6 de dezembro de 1804 — Coburg, 26 de janeiro de 1860) foi uma cantora de ópera da Alemanha.

## Biografia
Wilhelmine nasceu em Hamburgo, filha da atriz Sophie Schröder e do tenor Friedrich Schröder.
Seu primeiro papel foi aos quinze anos como Aricia na tradução de Schiller para Phèdre, de Racine, e em 1821 ela foi recebida com muito entusiasmo como Pamina em Die Zauberflöte, de Mozart.
Em 1823 casou-se com Karl Devrient, separando-se em 1828.
Ela fez sua primeira aparição em Paris em 1830 e cantou em Londres em 1833 e em 1837. Richard Wagner a viu como Leonore em Fidelio quando ele tinha dezesseis anos, e encantou-se com seu talento.
Casou-se novamente em 1847, com Mr. Döring, mas novamente se separou no ano seguinte. Casou-se mais uma vez em 1850, com Heinrich von Bock, se separando em 1852.
Wilhelmine morreu em 26 de janeiro de 1860, no distrito de Coburg.